# Pia Tafdrup
Pia Tafdrup (Copenhaga, 29 de maio de 1952) é uma escritora dinamarquesa, conhecida pela sua obra poética. Em 1999 recebeu o Prémio de Literatura do Conselho Nórdico por Dronningeporten e em 2001 foi distinguida com a Ordem do Dannebrog.
A obra de Pia Tafdrup está traduzida em mais de 25 línguas.

## Obra
- 1981: Når der går hul på en engel
- 1982: Intetfang
- 1983: Den inderste zone
- 1985: Springflod
- 1986: Hvid feber
- 1988: Døden i bjergene
- 1988: Sekundernes bro
- 1991: Over vandet går jeg
- 1992: Jorden er blå
- 1992: Krystalskoven
- 1994: Territorialsang
- 1998: Dronningeporten
- 1999: Tusindfødt
- 1999: Digte 1981-83
- 2000: Digte 1984-88
- 2001: Digte 1989-98
- 2002: Hvalerne i Paris
- 2004: Hengivelsen
- 2006: Tarkovskijs heste
- 2007: Springet over skyggen
- 2007: Det drømte træ

## Prémios
- 1999: Prémio de Literatura do Conselho Nórdico
- 2005: Prémio Søren-Gyldendal
- 2006: Prémio Nórdico da Academia Sueca